# Pitta di patate
La pitta di patate è un piatto tipico salentino di cui esistono diverse varianti.

## Preparazione
Si tratta di una focaccia cotta in forno costituita da due strati di un impasto a base di patate, formaggio, pan grattato e uova con un ripieno a base di cipolla soffritta in olio extravergine di oliva, sugo di pomodoro, olive nere, origano e capperi o si aggiunge tonno, prosciutto, formaggio, sardine o verdure.
Può essere mangiata sia calda, che fredda.